# Disciples FC
El Disciples FC, conocido también como Disciples du Madagascar, es un equipo de fútbol de Madagascar que juega en el Campeonato malgache de fútbol, la primera división nacional.

## Historia
Fue fundado en el año 2020 en la ciudad de Itasy con el nombre CS-DFC durante la pandemia de COVID-19. Al año siguiente se fusiona con el CNaPS Sports, se mudan a la ciudad de Betafo y adoptan su nombre actual.
En la temporada 2024 es campeón nacional por primera vez luego de vencer al ASSM Elgeco Plus en la final con un autogol en tiempo extra, y con ello logra la clasificación a la Liga de Campeones de la CAF 2024-25, su primera aparición internacional, donde es eliminado en la primera ronda por el Orlando Pirates de Sudáfrica.

## Palmarés
- Campeonato malgache de fútbol: 1

2024

## Participación en competiciones de la CAF
| Temporada | Torneo                      | Ronda         | Club            | Casa | Visita | Global |
| --------- | --------------------------- | ------------- | --------------- | ---- | ------ | ------ |
| 2024/25   | Liga de Campeones de la CAF | Primera ronda | Orlando Pirates | 0-0  | 0-4    | 0-4    |